# Generaldirektion Klimapolitik

Das Logo der Europäischen Kommission wird auch von der Generaldirektion Klimapolitik verwendet

Die Generaldirektion Klimapolitik (abgekürzt DG Clima von Directorate-General for Climate Action) ist eine Generaldirektion der Europäischen Kommission und damit eine Behörde in der Exekutive der Europäischen Union. Sie entstand im Februar 2010 durch Ausgliederung aus der Generaldirektion Umwelt. Hauptaufgaben sind die Klimapolitik der Europäischen Union und internationale Klimaverhandlungen.
Politisch für diese Generaldirektion ist seit Oktober 2023 der Kommissar für Klimaschutz Wopke Hoekstra verantwortlich; von 2010 bis 2014 war Connie Hedegaard verantwortlich, von 2014 bis 2019 Miguel Arias Cañete und von 2019 bis 2023 Frans Timmermans. Generaldirektor ist seit Januar 2023 Kurt Vandenberghe. Nach dem Tod des vorherigen Generaldirektors Raffaele Mauro Petriccione am 23. August 2022 leitete zumnächst Clara De La Torre als amtierende Generaldirektorin die Behörde.
Neben Stabsstellen umfasst die Behördengliederung vier Direktionen (die wiederum weiter unterteilt sind):
- Directorate A International & Climate Strategy: Diese Direktion befasst sich unter anderem mit internationaler Klimapolitik, Klimafinanzierung und Entwaldung.
- Directorate B European & International Carbon Markets: Diese Direktion ist für den EU-Emissionshandel als auch für den internationalen Emissionsrechtehandel verantwortlich. Außerdem fallen Luft- und Seeverkehr in dieses Zuständigkeitsgebiet.
- Directorate C Mainstreaming Adaptation & Low Carbon Technology: In diese Direktion fällt die Verantwortung für Politiken zu all den Treibhausgasemittenten, die nicht im EU-Emissionshandel erfasst sind. Daneben ist diese Direktion auch für die Ozonschichtabbauende Stoffe gemäß Montrealer Protokoll zuständig.
- Shared Resources Directorate: Diese Direktion dient der internen Verwaltung.